# Năsturelu
Năsturelu là một xã thuộc hạt Teleorman, România. Dân số thời điểm năm 2002 là 2895 người.